# Judy Clarke
Judy Clarke (* 1952 in Asheville, North Carolina) ist eine US-amerikanische Juristin, die als Strafverteidigerin in mehreren spektakulären Fällen weltweit bekannt wurde.

## Leben
Clarke wuchs in Asheville in North Carolina auf. Sie ist mit dem Juristen Speedy Rice verheiratet, mit dem sie als Namenspartnerin in einer Kanzlei in San Diego, Kalifornien arbeitet.

## Beruf
Clarke wurde 1974 Bachelor of Arts an der Furman University und 1977 Juris Doctor an der University of South Carolina.
Nach ihrer Ausbildung arbeitete sie als Strafverteidigerin für Federal Defenders of San Diego, Inc., wo sie von 1983 bis 1991 Executive Director war. Sie wechselte anschließend als Partner zu McKenne & Cuneo in San Diego, blieb dies von 1991 bis 1992 und arbeitete von 1992 bis 2001 als Executive Director für die Federal Defenders of Eastern Washington and Idaho in Spokane. Seit 2002 ist sie National Capital Resource Counsel der Federal Public and Community Defenders in San Diego.
Von 1996 bis 1997 war Clarke Präsidentin der National Association of Criminal Defense Lawyers. Seit 2006 erteilte sie mehrfach an der Washington and Lee University Unterricht.

## Bekannte Fälle
Judy Clarke war unter anderem Verteidigerin bei den folgenden Fällen:
- Susan Smith wurde am 22. Juli 1995 wegen Mordes an ihren beiden Söhnen zu einer lebenslangen Freiheitsstrafe verurteilt. Ab November 2024 besteht nach dreißigjähriger Strafverbüßung die Möglichkeit der Restaussetzung zur Bewährung.
- „Unabomber“ Theodore Kaczynski wurde am 4. Mai 1998 wegen dreifachen Mordes und 23-facher Körperverletzung zu lebenslanger Freiheitsstrafe ohne die Möglichkeit der Bewährung verurteilt. Durch eine Absprache mit der Staatsanwaltschaft hatte Clarke hier die Todesstrafe für ihren Mandanten abgewendet.
- Eric Rudolph wurde für das Bombenattentat bei den Olympischen Sommerspielen in Atlanta 1996 am 8. April 2005 zu vier lebenslangen Freiheitsstrafen verurteilt.
- Zacarias Moussaoui wurde am 3. Mai 2006 für die Beteiligung an den Terroranschlägen vom 11. September 2001 zu lebenslanger Freiheitsstrafe verurteilt.
- Am 10. Januar 2011 wurde Clarke als Verteidigerin von Jared Lee Loughner benannt, der ein Attentat auf die Kongressabgeordnete Gabrielle Giffords verübt hatte.[5] Dem Täter wurden in der Anklageverlesung unter anderem zwei Morde und drei Mordversuche vorgeworfen.[6]
- Judy Clarke übernahm gemeinsam mit drei weiteren Anwälten die Verteidigung von Dschochar Zarnajew, einem der Angeklagten im Prozess um den Anschlag auf den Boston-Marathon.[1]